# Óbe Jumi
Óbe Jumi (大部 由美; Hepburn: Ōbe Yumi) (Szakaiminato, 1975. február 15. –) japán válogatott labdarúgó.

## Klub
A labdarúgást a Nikko Securities Dream Ladies csapatában kezdte. 136 bajnoki mérkőzésen lépett pályára és 17 gólt szerzett. 1999-ben az OKI FC Winds csapatához szerződött. 2000-ben a TEPCO Mareeze csapatához szerződött. 2000 és 2006 között a TEPCO Mareeze csapatában játszott. 108 bajnoki mérkőzésen lépett pályára és 2 gólt szerzett. 2006-ban vonult vissza.

## Nemzeti válogatott
1991-ben debütált a japán válogatottban. A japán válogatott tagjaként részt vett az 1991-es, az 1995-ös, a 2003-es világbajnokságon, az 1996. és a 2004. évi nyári olimpiai játékokon. A japán válogatottban 85 mérkőzést játszott.

## Statisztika
| Japán válogatott | Japán válogatott | Japán válogatott |
| Időszak          | Mérk.            | gól              |
| ---------------- | ---------------- | ---------------- |
| 1991             | 1                | 0                |
| 1992             | 0                | 0                |
| 1993             | 2                | 0                |
| 1994             | 0                | 0                |
| 1995             | 10               | 1                |
| 1996             | 10               | 1                |
| 1997             | 4                | 0                |
| 1998             | 5                | 0                |
| 1999             | 6                | 2                |
| 2000             | 6                | 1                |
| 2001             | 12               | 1                |
| 2002             | 10               | 0                |
| 2003             | 15               | 0                |
| 2004             | 4                | 0                |
| Összesen         | 85               | 6                |

## Sikerei, díjai
Japán válogatott
- Ázsia-kupa:  Ezüst; 1995, 2001,  Bronz; 1993, 1997

Klub
- Japán bajnokság: 1996, 1997, 1998

Egyéni
- Az év Japán csapatában: 1995, 1996, 1997, 1998, 2000, 2001, 2003